# Wild Things (canção)
"Wild Things" é uma canção gravada pela artista musical canadense Alessia Cara para seu álbum de estreia, Know-It-All (2015). Foi distribuída pela primeira vez como single promocional em 27 de outubro de 2015 e posteriormente foi lançado nas rádios maistream norte-americanas em 2 de fevereiro de 2016, servindo como segundo single oficial do álbum. A canção foi escrita por Alessia Caracciolo, Coleridge Tillman, Thabiso "Tab" Nkhereanye, e James Ho, sendo produzida pelo último.

## Faixas e formatos
| Download digital |               |         |  |
| N.º              | Título        | Duração |  |
| 1.               | "Wild Things" | 3:08    |  |

## Charts
| Chart (2015–16)                                   | Posição |
| ------------------------------------------------- | ------- |
| Austrália (ARIA)                                  | 25      |
| Canadá (Canadian Hot 100)                         | 14      |
| Canadá (Billboard AC)                             | 12      |
| Canadá (Billboard CHR/Top 40)                     | 5       |
| Canadá (Billboard Hot AC)                         | 5       |
| República Checa (Singles Digitál Top 100)         | 26      |
| O campo songid é OBRIGATÓRIO PARA PARADA ALEMÃ    | 76      |
| Irlanda (IRMA)                                    | 66      |
| Itália (FIMI)                                     | 67      |
| Países Baixos (Single Top 100)                    | 58      |
| Nova Zelândia (Recorded Music NZ)                 | 12      |
| Portugal (AFP)                                    | 44      |
| Eslováquia (Singles Digitál Top 100)              | 25      |
| Suécia (Sverigetopplistan)                        | 61      |
| Suíça (Schweizer Hitparade)                       | 51      |
| Reino Unido (UK Singles Chart)                    | 63      |
| Estados Unidos (Billboard Hot 100)                | 50      |
| Estados Unidos (Billboard Adult Top 40)           | 34      |
| Estados Unidos (Billboard Dance/Mix Show Airplay) | 20      |
| Estados Unidos (Billboard Dance Club Songs)       | 13      |
| Estados Unidos (Billboard Mainstream Top 40)      | 14      |
| Estados Unidos (Billboard Rhythmic)               | 34      |

| Chart (2016)                      | Posição |
| --------------------------------- | ------- |
| Austrália (ARIA)                  | 98      |
| Canadá (Canadian Hot 100)         | 27      |
| Nova Zelândia (Recorded Music NZ) | 41      |
| US Mainstream Top 40 (Billboard)  | 50      |

## Certificações
| País           | Certificador | Certificações | Vendas    |
| -------------- | ------------ | ------------- | --------- |
| Austrália      | ARIA         | Platina       | 70,000    |
| Canadá         | Music Canada | 3× Platina    | 240,000   |
| Estados Unidos | RIAA         | Platina       | 1,000,000 |
| Itália         | FIMI         | Ouro          | 25,000    |
| Nova Zelândia  | RMNZ         | Platina       | 15,000    |
| Suécia         | GLF          | Platina       | 40,000    |

## Histórico de lançamento
| País           | Data                   | Formato                                     | Gravadora   | Ref.   |
| -------------- | ---------------------- | ------------------------------------------- | ----------- | ------ |
| Mundo          | 27 de outubro de 2015  | Download digital (pré-venda do Know-It-All) | Def Jam UMG | [ 35 ] |
| Estados Unidos | 2 de fevereiro de 2016 | Rádios mainstream (single oficial)          | Def Jam UMG | [ 1 ]  |